# Bernd von der Borch

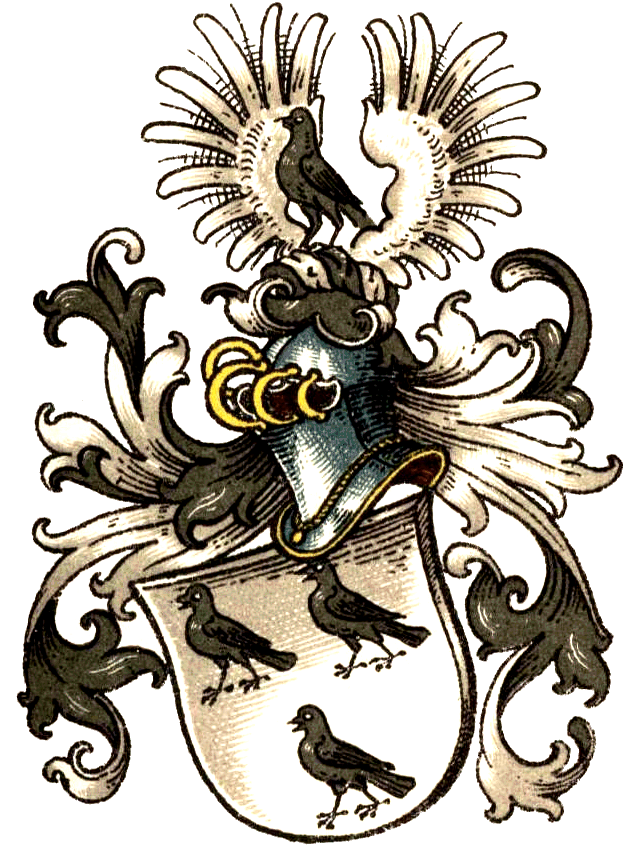
Wappen der Familie von der Borch

Bernd von der Borch (auch Bernhard von der Borch; auch von der Borg) (* 15. Jahrhundert; † 15. Jahrhundert) war von 1471 bis 1483 Landmeister des Deutschen Ordens in Livland. Er kam durch einen Putsch gegen seinen Vorgänger an die Macht. Er versuchte die weltliche Macht des Erzbischofs von Riga zu begrenzen. Der Konflikt mit dem Erzbischof Silvester Stodewescher dauerte Jahre an. Von der Borch setzte sich zunächst durch und wurde von Kaiser Friedrich III. auch mit Stadt und Erzstift Riga belehnt. Im Kampf gegen die Russen erlitt er eine schwere Niederlage und musste 1481 einen langen Waffenstillstand akzeptieren. Nach der Einsetzung eines neuen Erzbischofs durch den Papst kam es zum Aufstand gegen ihn. Er musste 1483 abdanken.

## Leben
Er stammte aus der aus Westfalen stammenden Familie von der Borch. Der Bischof von Reval Simon von der Borch war ein Verwandter. Meist wird dieser als Onkel teilweise aber auch als Vetter Bernds bezeichnet. Simon war später für Bernd als Vermittler tätig und reiste für ihn zu Papst und Kaiser. 

### Putsch gegen den Vorgänger
Bernd von der Borch war möglicherweise Komtur in Marienburg. Er taucht 1471 als Ordensmarschall im Zusammenhang mit der Revolte von Ordensangehörigen gegen Landmeister Johann Wolthus von Herse auf, dem man unter anderem Misswirtschaft vorwarf. Tatsächlich richtete sich die Revolte wohl insbesondere gegen die Pläne einer inneren Umgestaltung des Ordens in Livland. Auch die Bereitschaft offensiv gegen die Moskowiter und die Russen von Pskow vorzugehen, wurden ihm vorgeworfen. Herse wurde abgesetzt und stattdessen Bernd von der Borch zum Landmeister gewählt. Unmittelbar danach begann der Bruder seines Vorgängers Ernst Wolthuß die Entscheidung vergeblich rückgängig zu machen. Von der Borch nahm die Reformen seines Vorgängers umgehend zurück.

### Konflikt um Stadt und Stift Riga
Sehr schwierig war der Konflikt zwischen dem Orden und Stadt und Stift Riga. Nach einem Kompromiss von 1453 unterstand die Stadt Riga dem Erzbischof und dem Landmeister gemeinsam. Erzbischof Silvester Stodewescher versuchte nun seine Position auszubauen. Es kam zu einem Streit mit von der Borch, der erst durch Vermittlung der Ritterschaft durch einen sechsjährigen Anstand zunächst beendet wurde. Der Erzbischof nutzte die Zeit, um seine Sache beim Papst zu vertreten und in der Region Verbündete zu gewinnen. Von Polen und Schweden gab es Unterstützung, während die übrigen Bischöfe Livlands neutral blieben. Ein Bündnis bestand etwa mit dem Erzbischof von Uppsala und mit anderen schwedischen Bischöfen. In Polen begann Stodewescher Truppen anzuwerben. Auch der Papst stand auf dessen Seite und hat diesem die Hoheitsrechte über Riga bestätigt. Von der Borch wurde vom Erzbischof gebannt.
Auf dem Landtag von Valmiera 1476 kündigte Bernd von der Borch an, mit militärischen Mitteln gegen den Erzbischof vorgehen zu wollen. Er entsandte Simon von der Borch zu Kaiser Friedrich III., um diesem zu bitten, ihm die Regalien für Riga zu erteilen. Auf dem Landtag kam es erneut unter Vermittlung der Ritterschaft zu einem Kompromiss auf zehn Jahre. Allerdings rüsteten beiden Seiten weiter auf. 
Für den Landmeister wurde die Situation noch schwieriger, weil er Nachrichten von russischen Rüstungen erhielt. Er entsandte noch einmal Simon von der Borch nach Rom, wo es diesem gelang den Papst zum Einlenken zu Gunsten des Landmeisters zu bewegen. Ein weiterer Versuch, die Sache auf dem Landtag von Walk beizulegen, scheiterte. Simon von der Borch kam 1477 mit der päpstlichen Anordnung zurück, dass sich beide Streitparteien dem Urteil des Kardinals Stephan beugen sollten. Während der Landmeister vor dem Kardinal erschien, blieb Erzbischof Silvester aus. In Riga kam es zu Unruhen gegen den Erzbischof, weil dieser die Stadt wegen ihrer Unterstützung des Landmeisters gebannt hatte. Nach Beschwerden wies der Papst den Erzbischof an, den Bann wieder aufzuheben. Zur Unterstützung Silvesters landeten zweihundert Schweden, wurden aber auf Befehl von der Borchs gefangen und nach Schweden zurückgeschickt.

### Befestigung der Macht und Niederlage
Die Russen eroberten 1478 Nowgorod und zerstörten unter anderem den Peterhof. Anschließend marschierten sie im Bistum Dorpat ein und verheerten die Gegend. Landmeister von der Borch zog den Russen mit dem Ordensaufgebot entgegen. Daraufhin zogen die Eindringlinge sich zurück. Die Bedrohung von außen führte dazu, dass der innere Streit in Livland zurückgestellt wurde und ein allgemeines Landesaufgebot beschlossen wurde. Der Landmeister nutzte die Gelegenheit und besetzte die erzbischöflichen Burgen. Silvester wurde gefangen genommen und die Stände des Stifts Riga huldigten dem Landmeister. Gegen ehemalige Gegner ging von der Borch hart vor. 
Der Erzbischof starb in der Haft. Der Landmeister übte Druck auf die teilweise auch gefangenen Domherren aus, so dass diese Simon von der Borch zum neuen Erzbischof wählten. Bernd von der Borch beabsichtigte eine grundlegende Veränderung. Der neue Erzbischof sollte nicht mehr auch weltlicher Landesherr sein und nur noch geistliche Aufgaben wahrnehmen.  Allerdings bestätigte der Papst diese Wahl nicht, sondern machte Stephan Grube zum Erzbischof. Gegenüber der Gefahr aus Russland nahm der Landmeister Kontakt zu den Schweden auf. Die Bitte um Unterstützung durch den Deutschen Orden im eigentlichen Ordensstaat wurde vom Hochmeister abschlägig beschieden. 
Im Winter 1480 unternahm Bernd von der Borch zur Stärkung seiner Position einen vergeblichen Feldzug gegen Pskow. Daraufhin begann der Russisch-Livländische Krieg, in dem das Ordensheer gegen die Truppen von Iwan III. eine schwere Niederlage erlitt. Am 1. September 1481 wurde ein auf zehn Jahre begrenzter Frieden geschlossen.
Bernd von der Borch wandte sich 1481 erneut an Friedrich III. um sich mit dem Erzstift Riga belehnen zu lassen. Diesmal folgte der Kaiser der Bitte, weil eine einheitliche Abwehr gegen die Russen nötig schien.

### Widerstand aus Riga
Weil es erneut Konflikte um Riga gab und von der Borch gegen widersetzliche Geistliche vorging, wurde er und Simon von der Borch vom Papst gebannt und Stephan Grube zum alleinigen Oberherr über Riga erklärt. Zunächst hatte dies keine Auswirkungen und die Stadt und Ritterschaft von Riga unterstützte von der Borch bei einem Feldzug gegen die eindringenden Russen aus Pskow. Von der Borch agierte defensiv, was ihm das Vertrauen der Rigarer kostete. Diese erkannte nun Grube als Oberherrn an. Simon von der Borch, der sich noch immer als rechtmäßiger Erzbischof verstand, sprach vergeblich einen Bann aus. 
Bernd von der Borch antwortete mit Gewalt. Bei einer Beschießung der Stadt wurde der Turm der Jakobikirche zerstört. Die Bürger Rigas, die kein Vertrauen in den noch immer ausbleibenden Grube setzten, schlossen mit von der Borch im März 1483 einen auf zwei Jahre befristeten Waffenstillstand. Als Grube doch in Riga ankam, gingen Stadt und Ritter auf seine Seite über. Die Gegner von der Borchs gingen in die Offensive. Selbst auf die Ordensritter konnte sich von der Borch nicht mehr verlassen, so dass viele Burgen und Städte an  die Gegner fielen. Vor diesem Hintergrund rief von der Borch die Gebietiger des livländischen Ordenszweiges in Wenden zusammen. Am 14. November 1483 bot von der Borch seinen Rücktritt an. An seiner Stelle wurde Johann Freitag von Loringhoven zum Landmeister gewählt. Über das weitere Leben von der Borchs ist nichts bekannt.